# Saint-Mont
Pour les articles homonymes, voir Saint-Mont (homonymie).
Saint-Mont est une commune française située dans l'ouest du département du Gers en région Occitanie. Sur le plan historique et culturel, la commune est dans le pays de Rivière-Basse, un territoire qui s’allonge dans la moyenne vallée de l’Adour, à l’endroit où le fleuve marque un coude entre Bigorre et Gers.
Exposée à un climat océanique altéré, elle est drainée par l'Adour, le Bergons, le Saget, Canal du Moulin de Tarsaguet, le Barry, le Pesqué et par divers autres petits cours d'eau. La commune possède un patrimoine naturel remarquable : un site Natura 2000 (la « vallée de l'Adour ») et deux zones naturelles d'intérêt écologique, faunistique et floristique.
Saint-Mont est une commune rurale qui compte 313 habitants en 2022, après avoir connu un pic de population de 726 habitants en 1856.  Ses habitants sont appelés les Saint-Montais ou  Saint-Montaises.
Le patrimoine architectural de la commune comprend deux  immeubles protégés au titre des monuments historiques : l'église Saint-Jean-Baptiste, classée en 1923, et le prieuré, inscrit en 1947.

## Géographie

### Localisation
Saint-Mont est une commune d'Armagnac située sur le Saget et sur l'ancienne route nationale 646 entre Riscle et Projan.
Sain- Mont est un vieux village accroché à une colline. Tout en haut  domine une église très archaïque que l'on atteint par des ruelles en pente bordées de vieilles maisons.
Le paysage est verdoyant, les terrasses s'abaissent et sur les pentes ensoleillées, la vigne prend de plus en plus de place pour produire des crus de qualité : madiran, pacherenc et côte de saint-mont. La plaine est dominée par la culture du maïs.

### Communes limitrophes
Les communes limitrophes sont  Corneillan, Labarthète, Riscle, Saint-Germé, Tarsac et Viella.
|            | Saint-Germé | Tarsac |
| Corneillan | Saint-Mont  | Riscle |
| Labarthète | Viella      |        |

### Géologie et relief
Saint-Mont se situe en zone de sismicité 2 (sismicité faible).

### Hydrographie

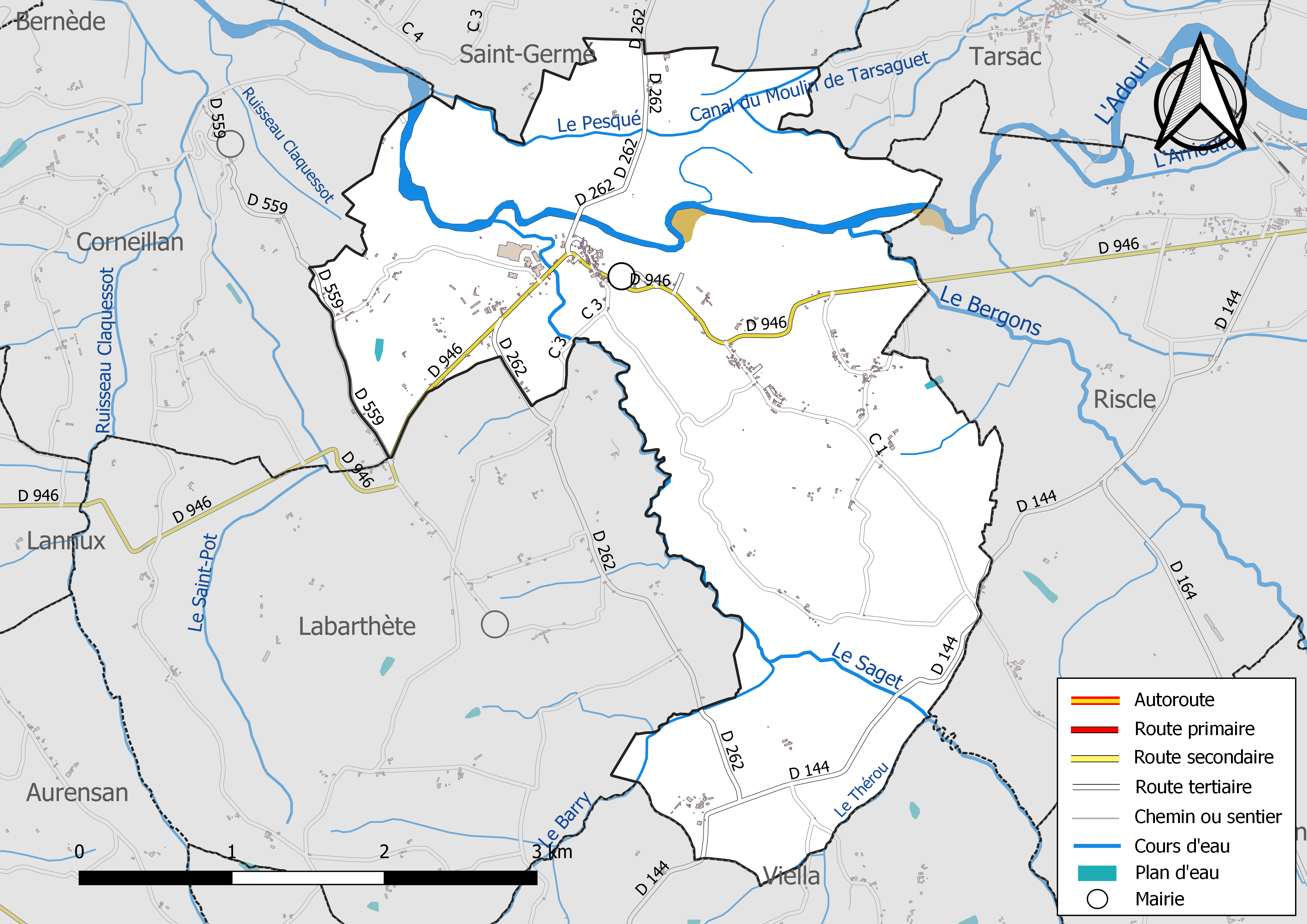
Réseaux hydrographique et routier de Saint-Mont.

La commune est dans le bassin de l'Adour, au sein du bassin hydrographique Adour-Garonne. Elle est drainée par l'Adour, le Bergons, le Saget, Canal du Moulin de Tarsaguet, le Barry, le Pesqué, le Thérou et par divers petits cours d'eau, qui constituent un réseau hydrographique de 17 km de longueur totale,.
L'Adour, d'une longueur totale de 308,8 km, prend sa source dans la commune d'Aspin-Aure et s'écoule vers le nord. Il traverse la commune et se jette dans le golfe de Gascogne à Bayonne, après avoir traversé 118 communes.
Le Bergons, d'une longueur totale de 25,1 km, prend sa source dans la commune de Moncaup et s'écoule vers le nord. Il traverse la commune et se jette dans l'Adour sur le territoire communal, après avoir traversé 9 communes.
Le Saget, d'une longueur totale de 18,7 km, prend sa source dans la commune de Crouseilles et s'écoule vers le nord. Il traverse la commune et se jette dans l'Adour sur le territoire communal, après avoir traversé 10 communes.

### Climat
Pour des articles plus généraux, voir Climat de l'Occitanie et Climat du Gers.
En 2010, le climat de la commune est de type climat océanique altéré, selon une étude s'appuyant sur une série de données couvrant la période 1971-2000. En 2020, Météo-France publie une typologie des climats de la France métropolitaine dans laquelle la commune est dans une zone de transition entre le climat océanique et le climat océanique altéré et est dans la région climatique Aquitaine, Gascogne, caractérisée par une pluviométrie abondante au printemps, modérée en automne, un faible ensoleillement au printemps, un été chaud (19,5 °C), des vents faibles, des brouillards fréquents en automne et en hiver et des orages fréquents en été (15 à 20 jours).
Pour la période 1971-2000, la température annuelle moyenne est de 13,4 °C, avec une amplitude thermique annuelle de 14,7 °C. Le cumul annuel moyen de précipitations est de 1 008 mm, avec 11,5 jours de précipitations en janvier et 7,4 jours en juillet. Pour la période 1991-2020, la température moyenne annuelle observée sur la station météorologique la plus proche, située sur la commune de Maumusson-Laguian à 6 km à vol d'oiseau, est de 14,1 °C et le cumul annuel moyen de précipitations est de 1 021,5 mm,. Pour l'avenir, les paramètres climatiques de la commune estimés pour 2050 selon différents scénarios d'émission de gaz à effet de serre sont consultables sur un site dédié publié par Météo-France en novembre 2022.

### Milieux naturels et biodiversité

#### Réseau Natura 2000

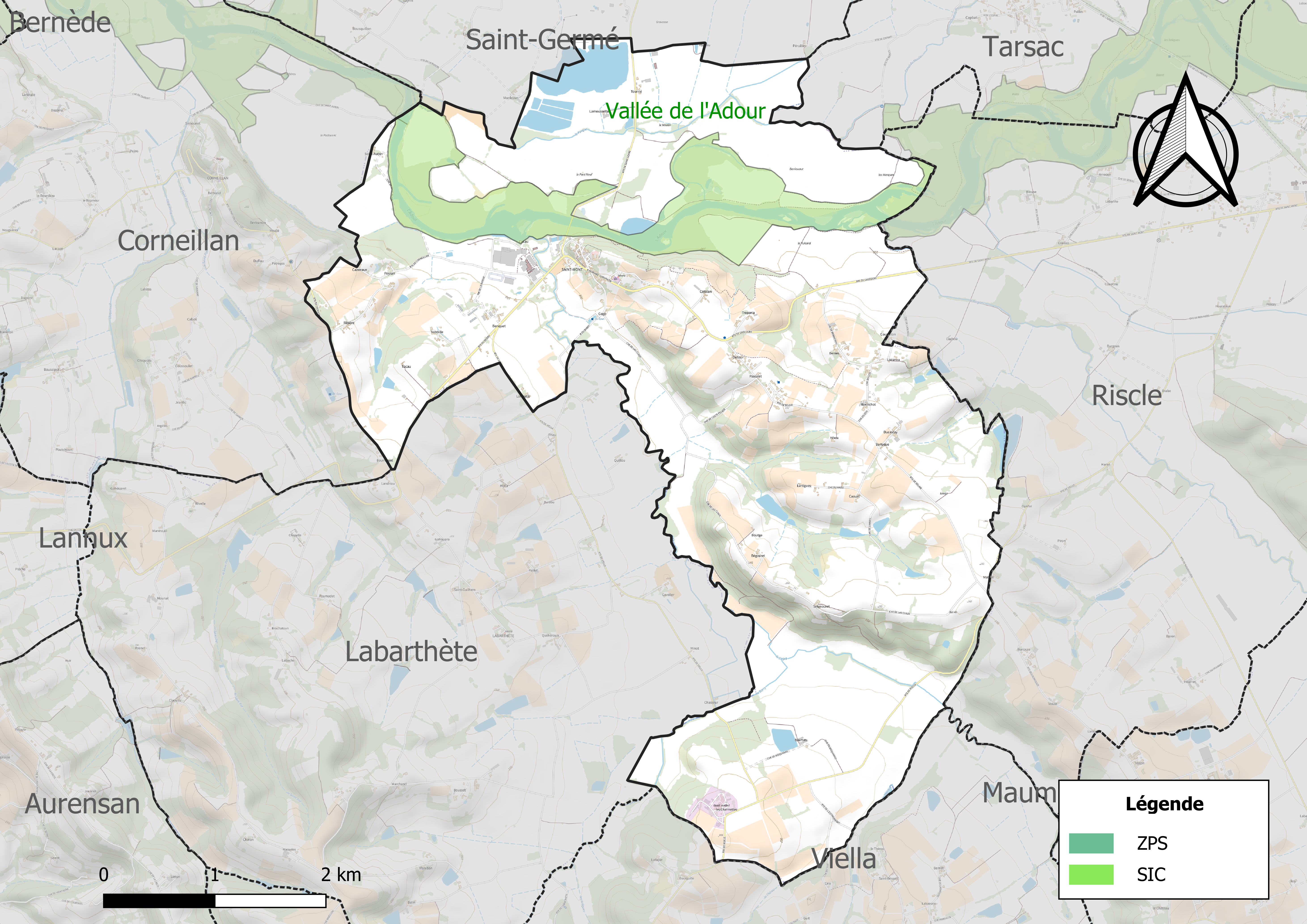
Site Natura 2000 sur le territoire communal.

Le réseau Natura 2000 est un réseau écologique européen de sites naturels d'intérêt écologique élaboré à partir des directives habitats et oiseaux, constitué de zones spéciales de conservation (ZSC) et de zones de protection spéciale (ZPS).
Un site Natura 2000 a été défini sur la commune au titre de la directive habitats : la « vallée de l'Adour », d'une superficie de 2 694 ha, un espace où les habitats terrestres et aquatiques abritent une flore et une faune remarquable et diversifiée, avec la présence de la Loutre et de la Cistude d'Europe.

#### Zones naturelles d'intérêt écologique, faunistique et floristique
L’inventaire des zones naturelles d'intérêt écologique, faunistique et floristique (ZNIEFF) a pour objectif de réaliser une couverture des zones les plus intéressantes sur le plan écologique, essentiellement dans la perspective d’améliorer la connaissance du patrimoine naturel national et de fournir aux différents décideurs un outil d’aide à la prise en compte de l’environnement dans l’aménagement du territoire.
Une ZNIEFF de type 1 est recensée sur la commune :
« l'Adour, de Bagnères à Barcelonne-du-Gers » (2 786 ha), couvrant 59 communes dont 18 dans le Gers, une dans les Landes et 40 dans les Hautes-Pyrénées et une ZNIEFF de type 2, : 
l'« Adour et milieux annexes » (3 634 ha), couvrant 60 communes dont 18 dans le Gers, une dans les Landes et 41 dans les Hautes-Pyrénées.

Carte des ZNIEFF de type 1 et 2 à Saint-Mont.
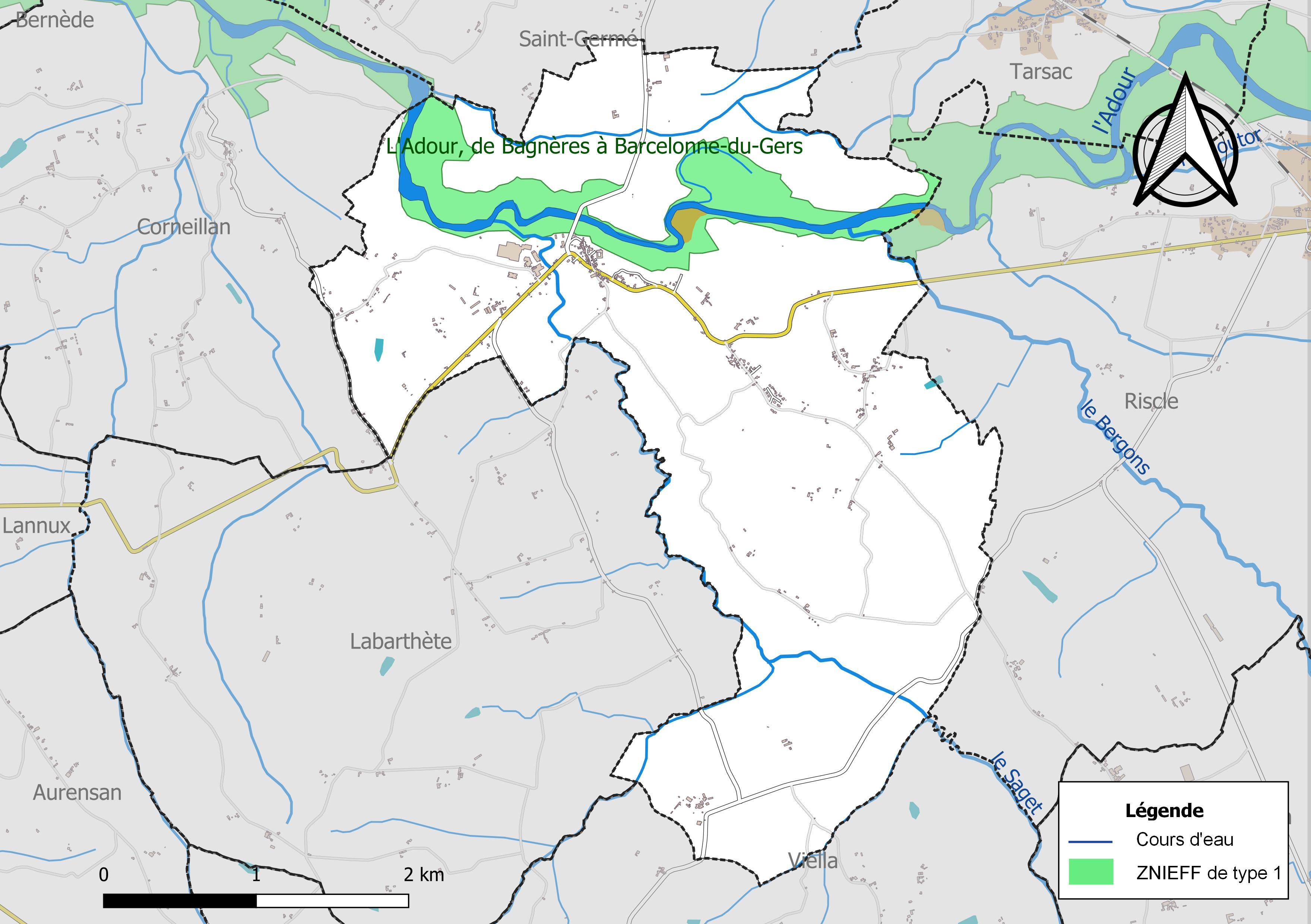
Carte de la ZNIEFF de type 1 sur la commune.
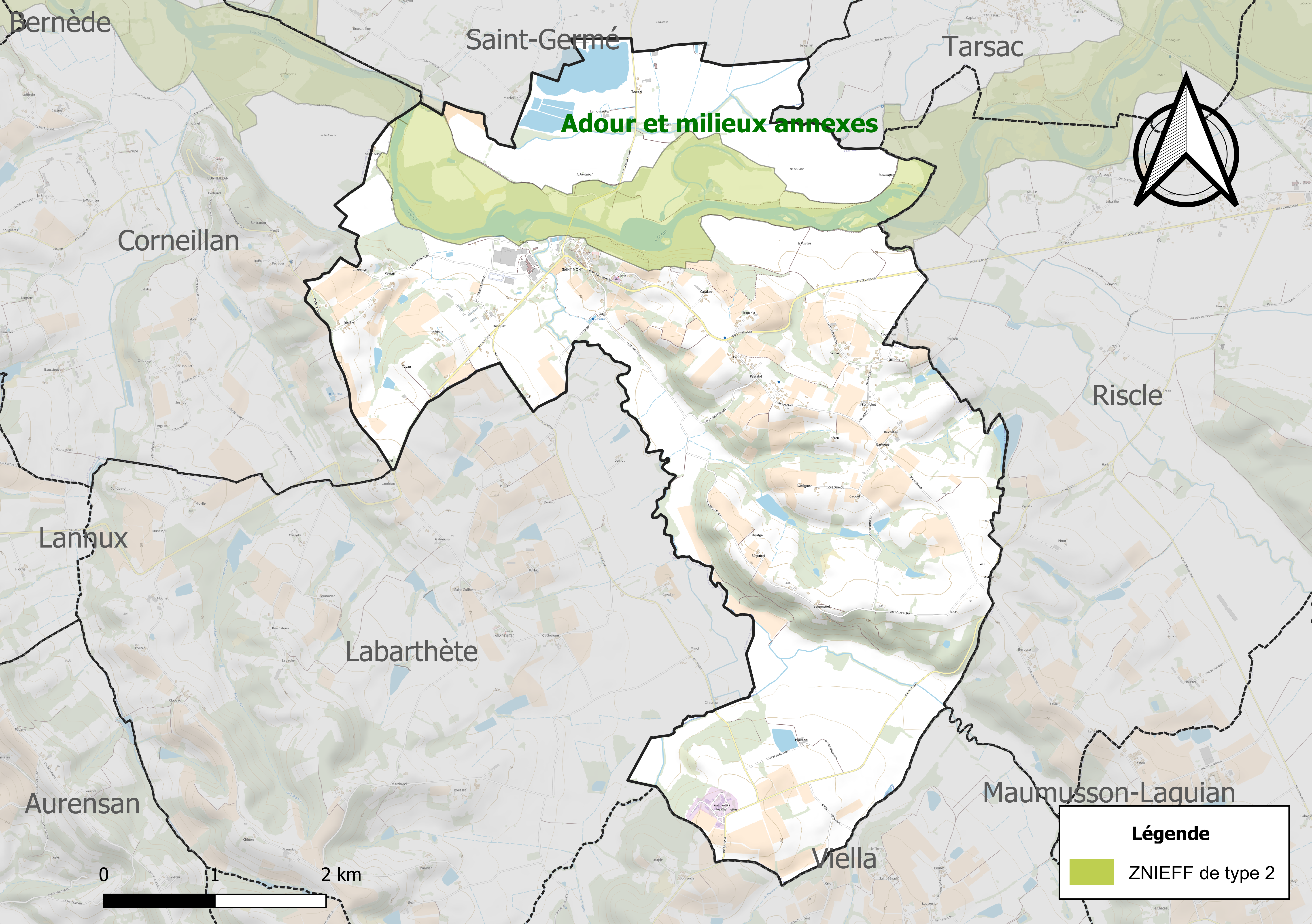
Carte de la ZNIEFF de type 2 sur la commune.

## Urbanisme

### Typologie
Au 1er janvier 2024, Saint-Mont est catégorisée commune rurale à habitat très dispersé, selon la nouvelle grille communale de densité à sept niveaux définie par l'Insee en 2022.
Elle est située hors unité urbaine et hors attraction des villes,.

### Occupation des sols
L'occupation des sols de la commune, telle qu'elle ressort de la base de données européenne d’occupation biophysique des sols Corine Land Cover (CLC), est marquée par l'importance des territoires agricoles (78,6 % en 2018), en diminution par rapport à 1990 (86,3 %). La répartition détaillée en 2018 est la suivante : 
terres arables (39,8 %), zones agricoles hétérogènes (20,1 %), cultures permanentes (18,7 %), forêts (15,6 %), zones industrielles ou commerciales et réseaux de communication (3,5 %), eaux continentales (2,3 %). L'évolution de l’occupation des sols de la commune et de ses infrastructures peut être observée sur les différentes représentations cartographiques du territoire : la carte de Cassini (XVIIIe siècle), la carte d'état-major (1820-1866) et les cartes ou photos aériennes de l'IGN pour la période actuelle (1950 à aujourd'hui).

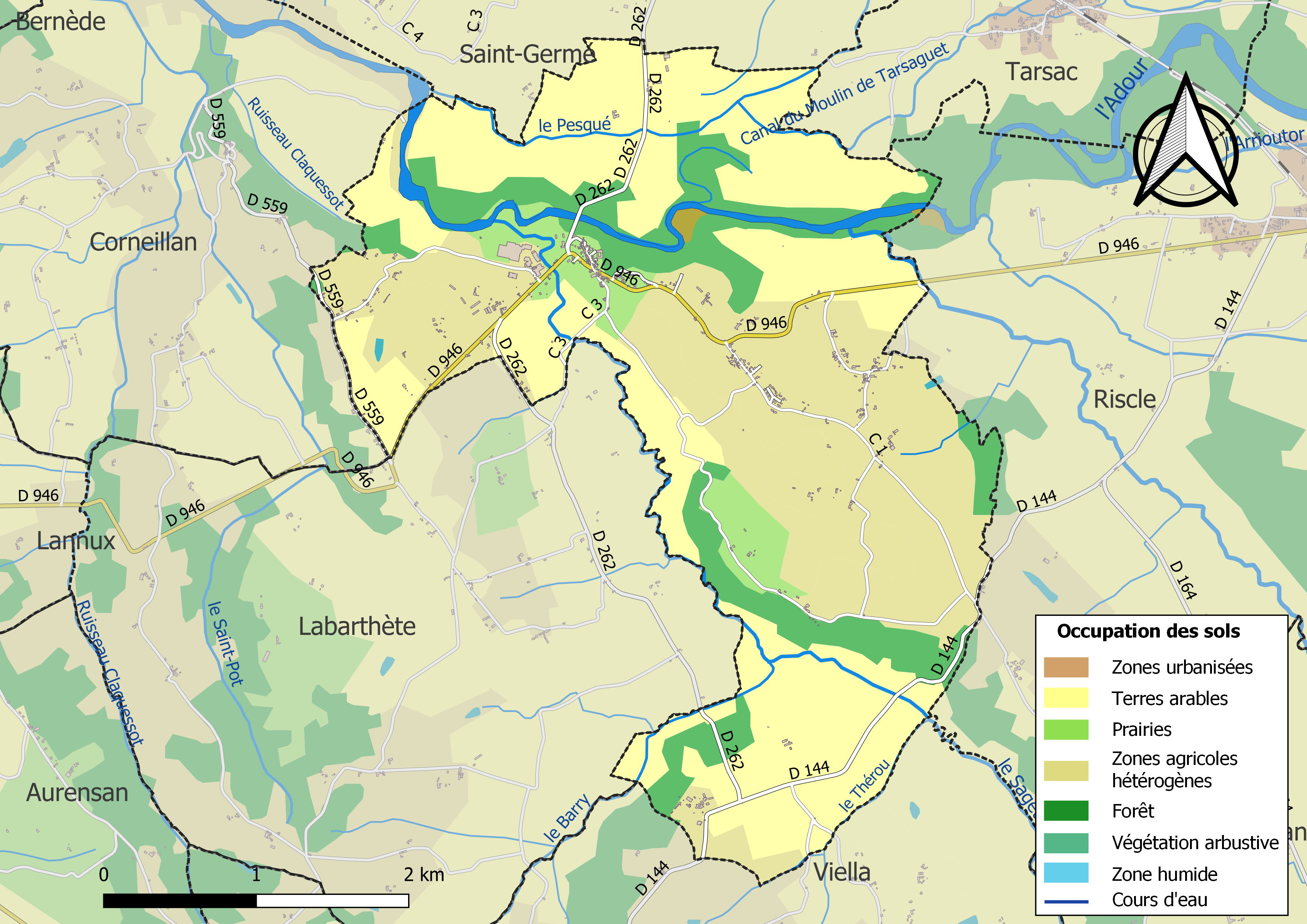
Carte des infrastructures et de l'occupation des sols de la commune en 2018 (CLC).

### Risques majeurs
Le territoire de la commune de Saint-Mont est vulnérable à différents aléas naturels : météorologiques (tempête, orage, neige, grand froid, canicule ou sécheresse), inondations et séisme (sismicité faible). Un site publié par le BRGM permet d'évaluer simplement et rapidement les risques d'un bien localisé soit par son adresse soit par le numéro de sa parcelle.
Certaines parties du territoire communal sont susceptibles d’être affectées par le risque d’inondation par débordement de cours d'eau, notamment l'Adour, le Bergons et le Saget. La cartographie des zones inondables en ex-Midi-Pyrénées réalisée dans le cadre du XIe Contrat de plan État-région, visant à informer les citoyens et les décideurs sur le risque d’inondation, est accessible sur le site de la DREAL Occitanie. La commune a été reconnue en état de catastrophe naturelle au titre des dommages causés par les inondations et coulées de boue survenues en 1999, 2007, 2008 et 2009,.

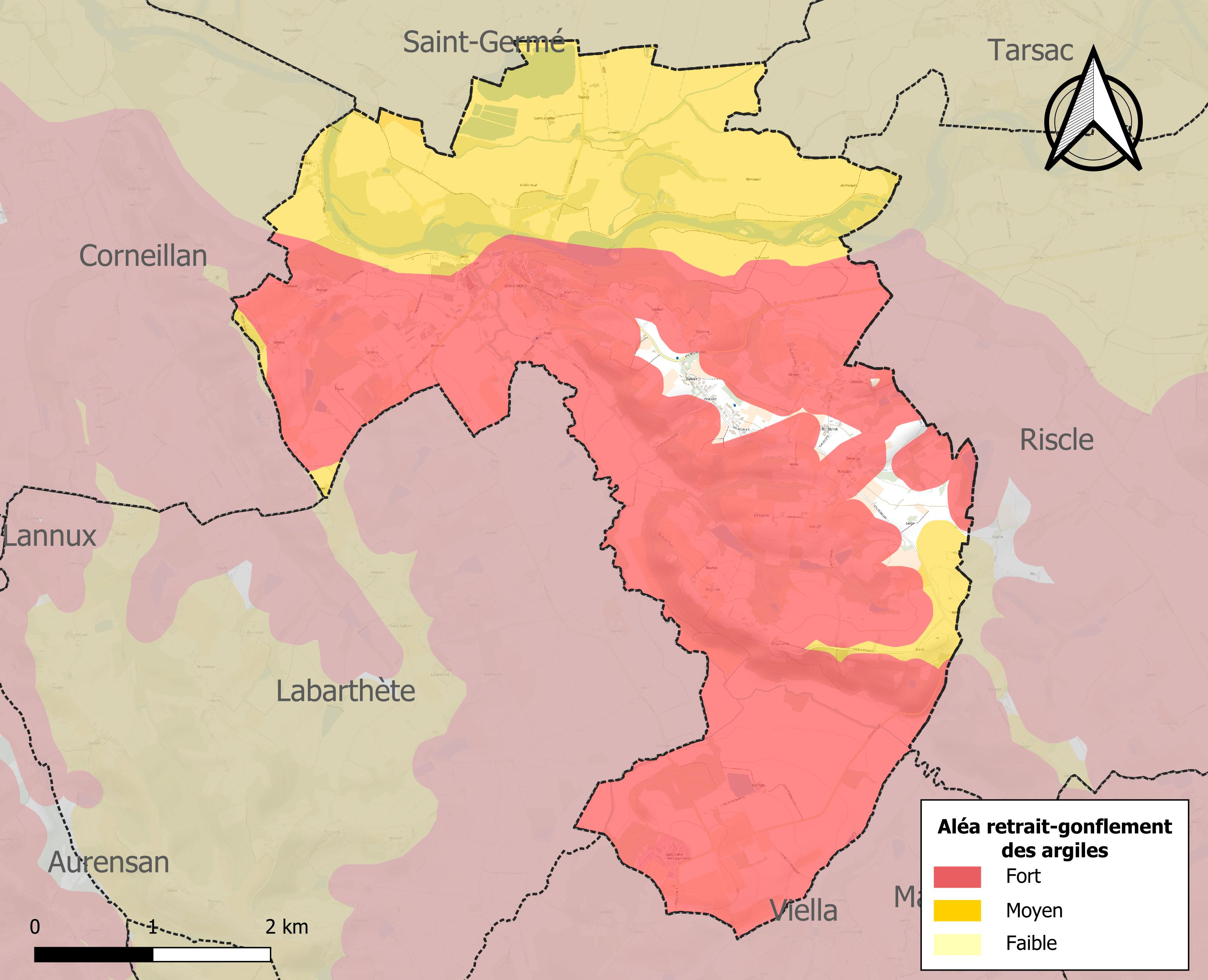
Carte des zones d'aléa retrait-gonflement des sols argileux de Saint-Mont.

Le retrait-gonflement des sols argileux est susceptible d'engendrer des dommages importants aux bâtiments en cas d’alternance de périodes de sécheresse et de pluie. 96,5 % de la superficie communale est en aléa moyen ou fort (94,5 % au niveau départemental et 48,5 % au niveau national). Sur les 174 bâtiments dénombrés sur la commune en 2019, 146 sont en aléa moyen ou fort, soit 84 %, à comparer aux 93 % au niveau départemental et 54 % au niveau national. Une cartographie de l'exposition du territoire national au retrait gonflement des sols argileux est disponible sur le site du BRGM,.
Par ailleurs, afin de mieux appréhender le risque d’affaissement de terrain, l'inventaire national des cavités souterraines permet de localiser celles situées sur la commune.
Concernant les mouvements de terrains, la commune a été reconnue en état de catastrophe naturelle au titre des dommages causés par la sécheresse en 1989 et 2017 et par des mouvements de terrain en 1999.

## Histoire
Le village de Saint-Mont est bâti sur un éperon rocheux dominant l'Adour, fleuve gascon. Cette situation privilégiée a fait de ce village un lieu chargé d'Histoire. Habité dès l'aube de l'humanité, ce mont fut consacré par les druides, puis les Romains, qui firent de ce site stratégique un point fortifié : un oppidum. Introduisant différentes cultures dont celle de la vigne, ils installèrent des temples dans lesquels ils offraient des sacrifices aux dieux païens.
En l'an 1050, le comte de Gascogne et d'Armagnac Bernard Tumapaler fonde sur les ruines de l'ancien oppidum, le monastère dédié à saint Jean et rattaché à l'ordre de Cluny. Les moines occuperont le lieu jusqu'à la Révolution française et en 1791, le monastère sera vendu aux enchères comme bien national.
En 1822, Saint-Mont absorbe la commune de Cadillon.

## Politique et administration

### Liste des maires

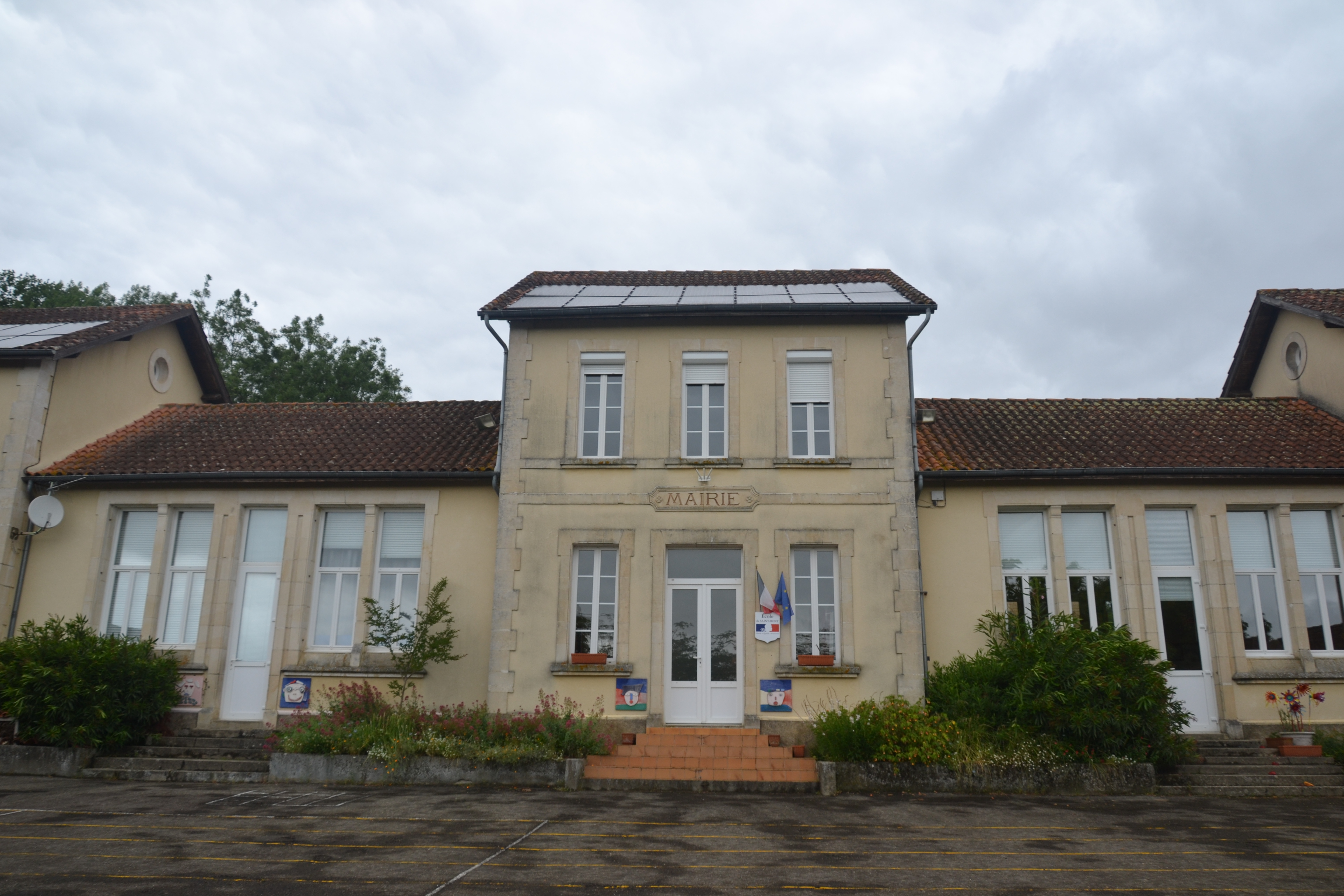
mairie de Saint-Mont

| Période                                  | Période   | Identité         | Étiquette | Qualité                                |
| ---------------------------------------- | --------- | ---------------- | --------- | -------------------------------------- |
|                                          | mars 2001 | Jean-Marie Jégun | SE        |                                        |
| mars 2001                                | 2008      | Michel Couture   | SE        |                                        |
| mars 2008                                | En cours  | Michel Petit     | PS        | Président de la Communauté de Communes |
| Les données manquantes sont à compléter. |           |                  |           |                                        |

## Population et société

### Démographie
| 1793 | 1800 | 1806 | 1821 | 1831 | 1841 | 1846 | 1851 | 1856 |
| ---- | ---- | ---- | ---- | ---- | ---- | ---- | ---- | ---- |
| 610  | 579  | 644  | 701  | 677  | 722  | 679  | 700  | 726  |

| 1861 | 1866 | 1872 | 1876 | 1881 | 1886 | 1891 | 1896 | 1901 |
| ---- | ---- | ---- | ---- | ---- | ---- | ---- | ---- | ---- |
| 694  | 625  | 660  | 629  | 652  | 629  | 581  | 568  | 536  |

| 1906 | 1911 | 1921 | 1926 | 1931 | 1936 | 1946 | 1954 | 1962 |
| ---- | ---- | ---- | ---- | ---- | ---- | ---- | ---- | ---- |
| 522  | 504  | 420  | 412  | 386  | 366  | 390  | 347  | 379  |

| 1968 | 1975 | 1982 | 1990 | 1999 | 2006 | 2008 | 2013 | 2018 |
| ---- | ---- | ---- | ---- | ---- | ---- | ---- | ---- | ---- |
| 364  | 351  | 348  | 322  | 319  | 304  | 299  | 320  | 320  |

| 2022 | - | - | - | - | - | - | - | - |
| ---- | - | - | - | - | - | - | - | - |
| 313  | - | - | - | - | - | - | - | - |

### Enseignement
Le village possède une école maternelle. L'école élémentaire et le collège se trouve à Riscle. Les lycées les plus proches sont à Aire-sur-Adour et Nogaro.

### Manifestations culturelles et festivités
- Fête : 24 juin[34].

### Sports
- Le sentier de l'Adour passe sur la commune.

## Économie

### Revenus
En 2018  (données Insee publiées en septembre 2021), la commune compte 125 ménages fiscaux, regroupant 279 personnes. La médiane du revenu disponible par unité de consommation est de 19 300 € (20 820 € dans le département).

### Emploi
|                | 2008  | 2013  | 2018  |
| -------------- | ----- | ----- | ----- |
| Commune        | 4,7 % | 5,2 % | 7 %   |
| Département    | 6,1 % | 7,5 % | 8,2 % |
| France entière | 8,3 % | 10 %  | 10 %  |

En 2018, la population âgée de 15 à 64 ans s'élève à 200 personnes, parmi lesquelles on compte 67,5 % d'actifs (60,5 % ayant un emploi et 7 % de chômeurs) et 32,5 % d'inactifs,. Depuis 2008, le taux de chômage communal (au sens du recensement) des 15-64 ans est inférieur à celui de la France et du département.
La commune est hors attraction des villes,. Elle compte 317 emplois en 2018, contre 341 en 2013 et 360 en 2008. Le nombre d'actifs ayant un emploi résidant dans la commune est de 129, soit un indicateur de concentration d'emploi de 245,8 % et un taux d'activité parmi les 15 ans ou plus de 51,1 %.
Sur ces 129 actifs de 15 ans ou plus ayant un emploi, 32 travaillent dans la commune, soit 25 % des habitants. Pour se rendre au travail, 88,4 % des habitants utilisent un véhicule personnel ou de fonction à quatre roues, 7,8 % s'y rendent en deux-roues, à vélo ou à pied et 3,9 % n'ont pas besoin de transport (travail au domicile).

### Activités hors agriculture

#### Secteurs d'activités
34 établissements sont implantés  à Saint-Mont au 31 décembre 2019. Le tableau ci-dessous en détaille le nombre par secteur d'activité et compare les ratios avec ceux du département,.
| Secteur d'activité                                                                                        | Commune | Commune | Département |
| Secteur d'activité                                                                                        | Nombre  | %       | %           |
| --- | ------- | ------- | ----------- |
| Ensemble                                                                                                  | 34      | 100 %   | (100 %)     |
| Industrie manufacturière, industries extractives et autres                                                | 10      | 29,4 %  | (12,3 %)    |
| Construction                                                                                              | 1       | 2,9 %   | (14,6 %)    |
| Commerce de gros et de détail, transports, hébergement et restauration                                    | 7       | 20,6 %  | (27,7 %)    |
| Information et communication                                                                              | 1       | 2,9 %   | (1,8 %)     |
| Activités financières et d'assurance                                                                      | 2       | 5,9 %   | (3,5 %)     |
| Activités immobilières                                                                                    | 3       | 8,8 %   | (5,2 %)     |
| Activités spécialisées, scientifiques et techniques et activités de services administratifs et de soutien | 5       | 14,7 %  | (14,4 %)    |
| Administration publique, enseignement, santé humaine et action sociale                                    | 3       | 8,8 %   | (12,3 %)    |
| Autres activités de services                                                                              | 2       | 5,9 %   | (8,3 %)     |

Le secteur de l'industrie manufacturière, des industries extractives et autres est prépondérant sur la commune puisqu'il représente 29,4 % du nombre total d'établissements de la commune (10 sur les 34 entreprises implantées  à Saint-Mont), contre 12,3 % au niveau départemental.

#### Entreprises et commerces
Saint-Mont est le pays de l'AOVDQS/AOP côtes de saint-mont, de la polyculture, des foies gras, des confits, de l'eau de vie d'armagnac et surtout le siège de la cave coopérative "Vignerons du Saint-Mont" qui commercialise les meilleurs crus locaux: AOP saint-mont, madiran (AOP) et pacherenc du Vic-Bilh.
Viticulture : saint-mont (AOP).

### Agriculture
La commune est dans la Rivière Basse, une petite région agricole occupant une partie ouest du département du Gers. En 2020, l'orientation technico-économique de l'agriculture  sur la commune est la polyculture et/ou le polyélevage.
|               | 1988 | 2000 | 2010  | 2020 |
| ------------- | ---- | ---- | ----- | ---- |
| Exploitations | 32   | 22   | 21    | 20   |
| SAU (ha)      | 924  | 899  | 1 031 | 942  |

Le nombre d'exploitations agricoles en activité et ayant leur siège dans la commune est passé de 32 lors du recensement agricole de 1988  à 22 en 2000 puis à 21 en 2010 et enfin à 20 en 2020, soit une baisse de 37 % en 32 ans. Le même mouvement est observé à l'échelle du département qui a perdu pendant cette période 51 % de ses exploitations,. La surface agricole utilisée sur la commune a quant à elle augmenté, passant de 924 ha en 1988 à 942 ha en 2020. Parallèlement la surface agricole utilisée moyenne par exploitation a augmenté, passant de 29 à 47 ha.

## Culture locale et patrimoine

### Lieux et monuments

#### Église Saint-Jean-Baptiste
L'église Saint-Jean-Baptiste est classée au titre objet des monuments historiques depuis 1923.
L'église appartenait autrefois au prieuré de Saint-Mont qui était rattaché à l'ordre de Cluny. Le prieuré avait d'abord été une abbaye fondée au cours d'une épidémie de peste, vers 1050, par un seigneur de Saint-Mont, Raymond, en faisant le vœu de s'y faire moine. Il fonda l'abbaye avec l'appui du comte de Gascogne et  d'Armagnac, Bernard II d'Armagnac dit Tumapaler et en confia la direction des douze moines à l'abbé Trencardus. Après plusieurs années de vie errante, Raymond revint pour se faire moine. Découvrant le relâchement du monastère, il profita de la présence de l'abbé de Cluny, Hugues de Cluny, pour lui demander le rattachement de l'abbaye à l'ordre de Cluny qui devint alors un prieuré le 5 mars 1055.
Ce rattachement irrita l'archevêque d'Auch, saint Austinde (1050-1068), qui voyait lui échapper une abbaye au profit de Cluny. Un accord put être trouvé grâce à l'intervention du comte d'Armagnac qui comprit aussi la collégiale Saint-Nicolas de Nogaro.
.En effet, le comte échangea ses droits sur Nogaro contre ceux que l'archevêque possédait sur Saint-Mont. Saint-Mont a été le premier prieuré clunisien en Armagnac. En 1068 est venu s'ajouter celui de Saint-Orens à Auch. Après avoir été battu en 1062 à la bataille de La Castelle par Guillaume VII d'Aquitaine, Bernard Tumapaler se retira à l'abbaye de Cluny, puis à l'abbaye de Saint-Mont.
Le bâtiment était déjà dégradé quand les troupes protestantes commandées par Montgommery sont venues le saccager en 1569. Le prieuré a été restauré aux XVIIe et XVIIIe siècles. Le prieuré ne comportait plus que sept moines. Après leur dispersion en 1791, les bâtiments monastiques ont été vendus en 1795. L'église devint paroissiale.
L'église abbatiale des XIe, XIIe et XIIIe siècles s'appuie sur de puissants contreforts nécessités par sa position sur une falaise abrupte de l'Adour.
L'église possède une nef unique, un chevet plat, un grand arc triomphal, une absidiole semi-circulaire, de remarquables chapiteaux du XIe siècle et des traces de peintures romanes.
L'extérieur
Le chevet est composé de deux volumes simples et massifs, soulignés aux angles par des contreforts puissants et disposés perpendiculairement l'un à l'autre : l'un des volumes dans l'axe de la nef correspond au sanctuaire, l'autre qui forme comme le bras d'un transept abrite une chapelle. De l'autre côté de la nef, au sud, reste une absidiole du XIe siècle.
Le portail occidental date du XVIIe siècle.
L'intérieur
Les chapiteaux du transept sont très mutilés pour certains. Toutefois, il est possible de distinguer certaines scènes ou des dessins : de grands quadrupèdes ailés qui dévorent la tête d'un homme debout à l'angle ; des personnages, en l'occurrence, deux moissonneurs, assis, attendent leur repas que le prophète Habacuc leur apporte dans un panier suspendu au bout d'un bâton reposant sur son épaule, mais un ange, debout, arrête son geste et saisit ses cheveux ; Daniel encadré de fauves.
Dans la nef et le sanctuaire, on peut admirer des chapiteaux historiés de style roman, réemployés lors de la restauration du XVIIIe siècle : un ange arrête l'âne de Balaam ; David joue de la viole parmi des musiciens et des danseurs.
La dimension actuelle de l'édifice est 38,40 m de longueur pour 24,90 m de largeur au niveau du transept et 13,20 m au niveau de la nef.

### Personnalités liées à la commune
- Françoise Laborde et Catherine Laborde : journalistes nées à Bordeaux mais dont la maison familiale se trouve à Saint-Mont ;
- Arthur Lamothe (1928-2013) : réalisateur né à Saint-Mont.

### Héraldique
| Blason | Blasonnement : De gueules au veau d'or léchant une pierre de sel d'argent sur une montagne du même mouvant de la pointe. |